# ペトコ・パーク

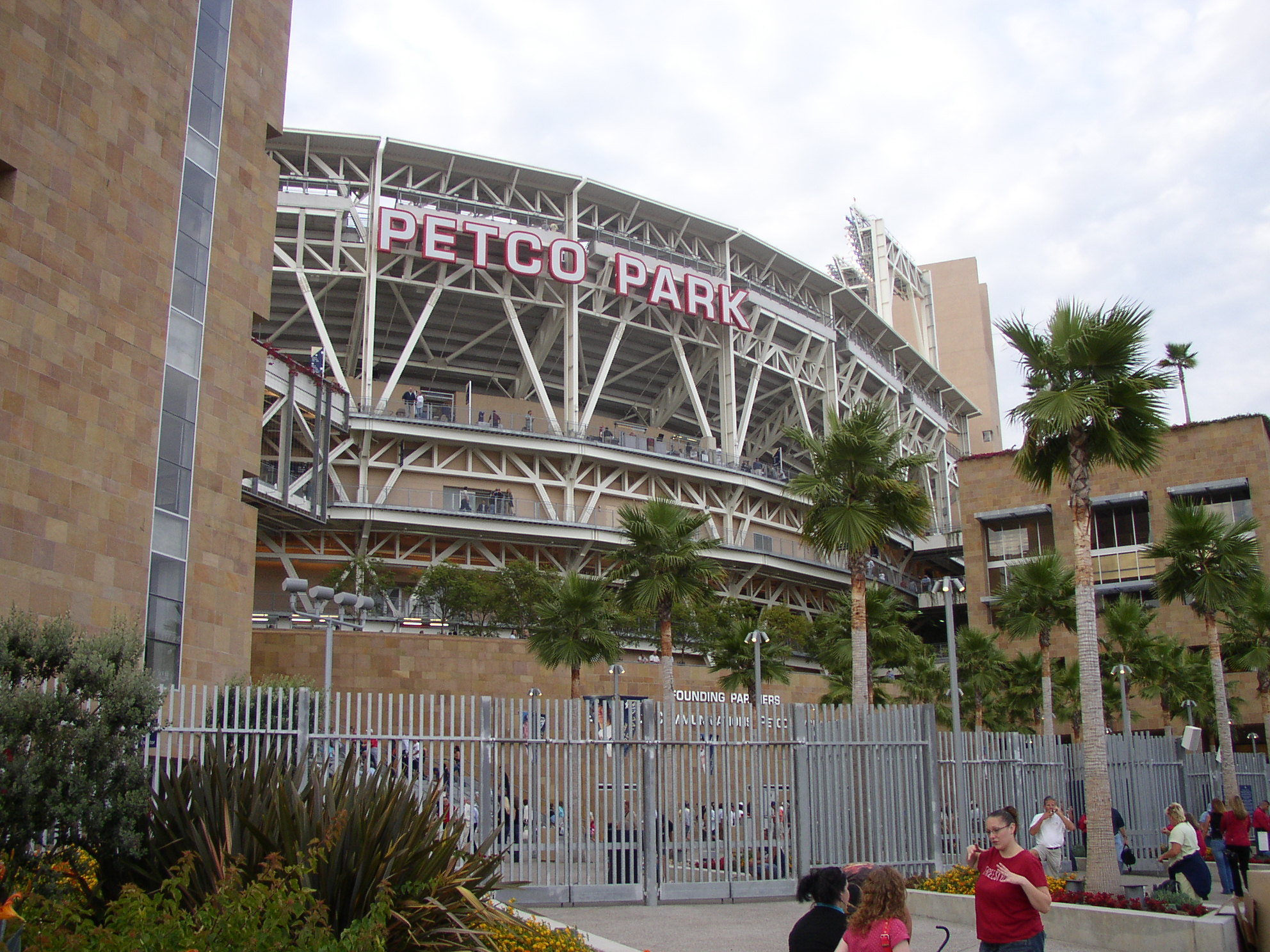
球場正面

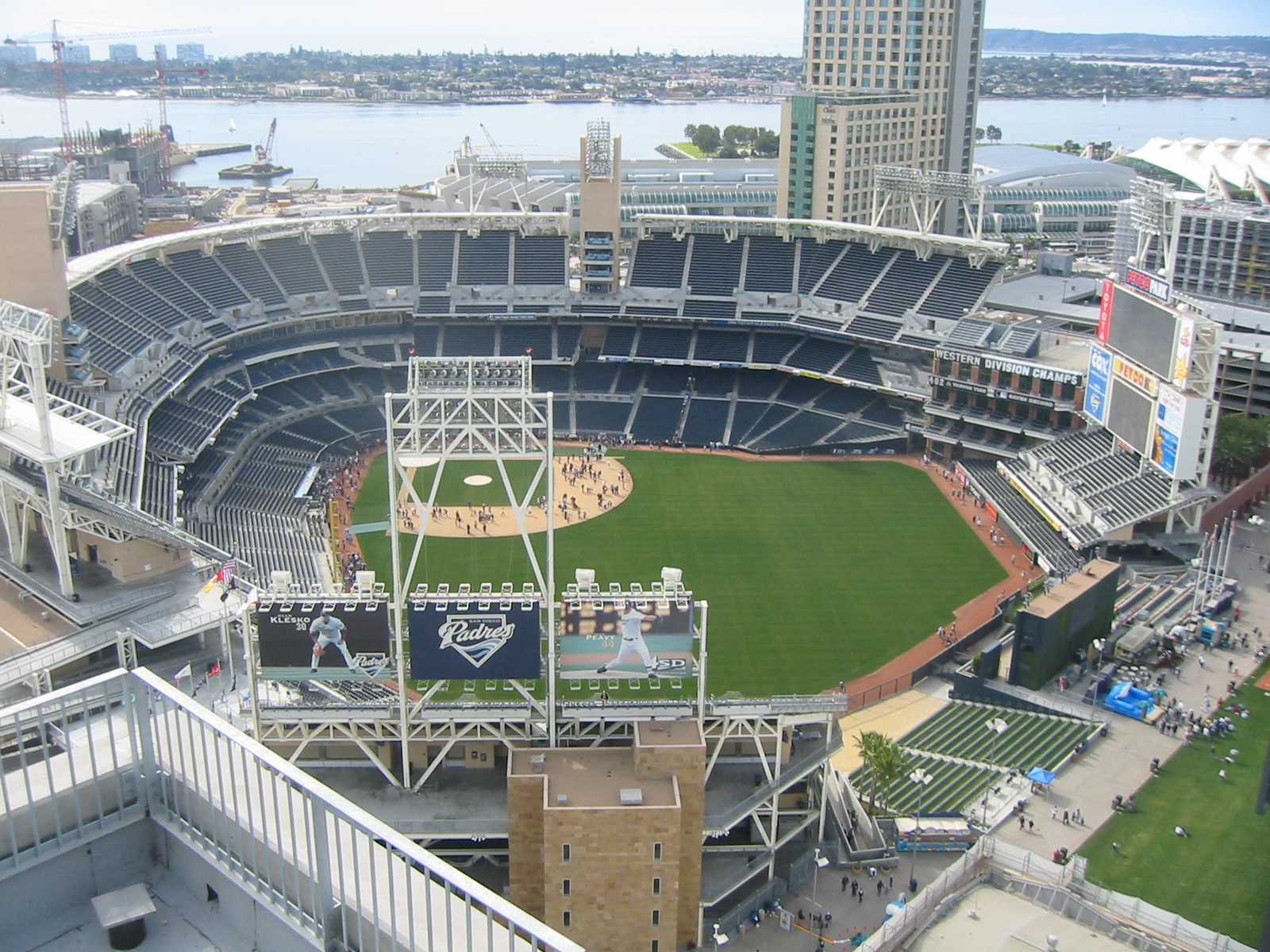
上から見たペトコ・パーク

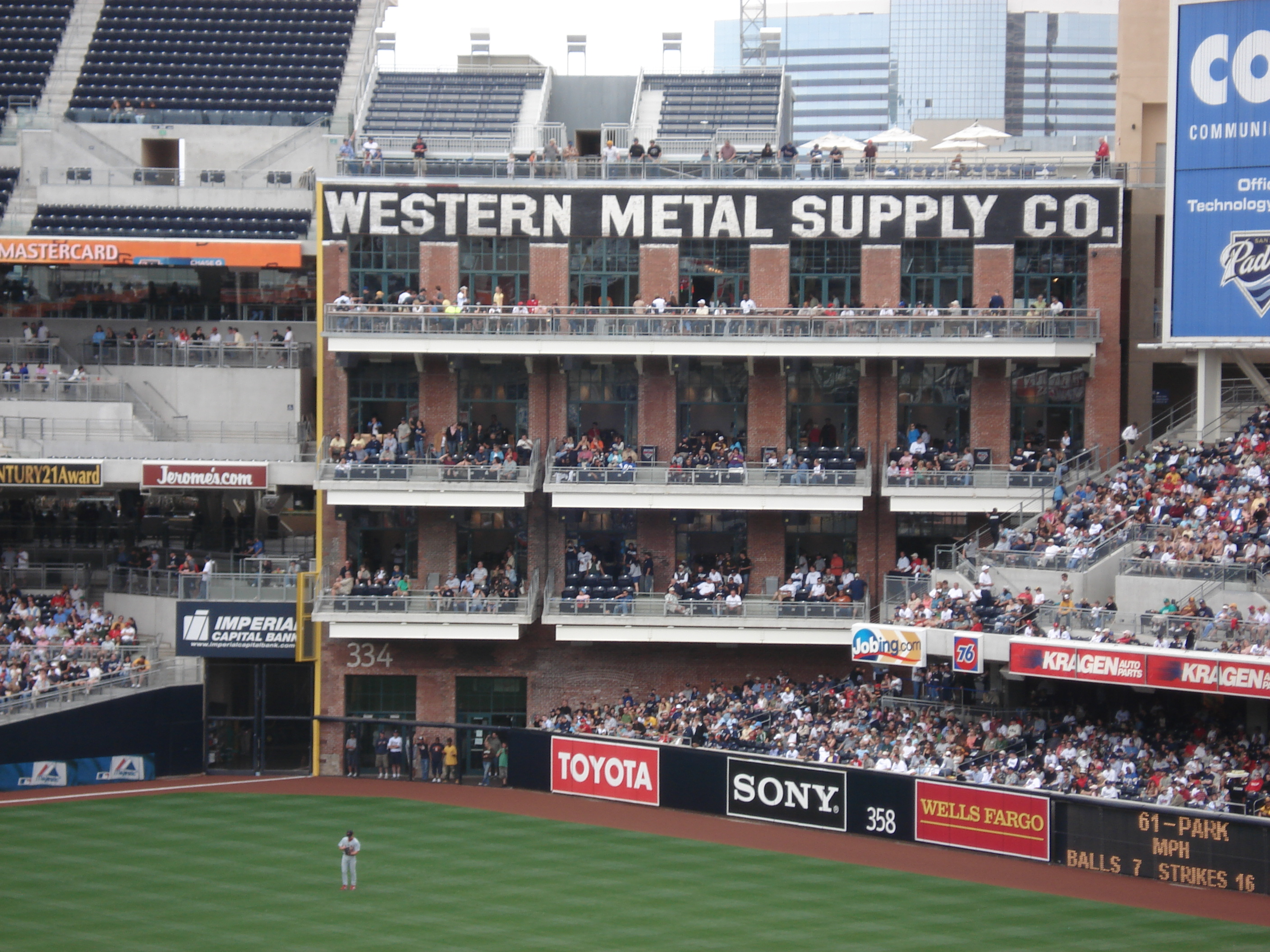
Western Metal Supply Company Building

ペトコ・パーク（PETCO Park）は、アメリカ合衆国カリフォルニア州サンディエゴにある野球場。メジャーリーグベースボール（MLB）のサンディエゴ・パドレスが本拠地球場としている。

## 概要
パドレスは1969年の球団創設以来クアルコム・スタジアムを本拠地にしていた。クアルコム・スタジアムはアメリカンフットボールのNFLサンディエゴ・チャージャーズとの兼用だった。しかし、1990年代に入ってからの野球専用球場ブームに加え、スタジアムの老朽化が進んでいたことから、新球場建設を求める声が高まった。
1998年、パドレスが出場したワールドシリーズ終了後に住民投票が行われ、新球場建設のためにサンディエゴ市が公金を投入することが認められた。
しかし、当初2002年に開場する予定だったが、2000年10月に建設資金が底を突いてしまい、工事が1年以上にわたって中断した。2001年11月、サンディエゴ市は1億6,600万ドルの公債を発行。工事は再開され、2004年4月開場にこぎつけた。
新古典主義の流れを汲むデザインであるが、使用する建材の色を他の球場とは違うものにすることで差別化を図っている。一般的な新古典主義球場では赤レンガに黒い鉄骨の梁、深緑の観客席が用いられているが、ペトコ・パークの場合はインド産の砂岩に化粧漆喰を施し、白い鋼鉄の梁、ダークブルー（ネイビーブルー）の観客席と組み合わせた。「サンディエゴの砂浜と青い空、海に浮かぶボートの白い帆」をイメージしたものである。また、ネイビーブルーは、サンディエゴが米海軍の港町であることから1991年から2019年までパドレスのチームカラーに採用されていた。
球場名は地元に本拠を置くペット用品販売チェーンのペトコ・アニマル・サプライ社が命名権を買い取り、名付けられた。

## フィールドの特徴
投手有利の球場として知られ、広大かつ複雑な形状。
とりわけ右中間が深く、左翼方向もまた海風の影響を受ける。パークファクターの得点率では、毎年のように最下位を争っている。
守備範囲が広くて強肩の外野手が必須であり、フライボールピッチャーに有利。このような状況が続いたため、2012年オフに右中間を狭くする改修工事が行われたものの、依然として投手有利と評されている。
ブルペンも特徴であり、使用するベンチと反対側のファウルグラウンド内にあるブルペンを使用する（例:3塁側ベンチを使用するチームはライト側のブルペンを使用）。

## 設備、アトラクション、演出
ウェスタン・メタル・サプライ・カンパニー・ビルディング（Western Metal Supply Company Building）
球場建設予定地内に建っていた地元金属メーカーの旧本社社屋（築100年）。当初は解体予定だったが、球場の一部として組み込んだ。ビルの角が左翼ポールになっている。1階にはチームストア、2階と3階にはスイート席、4階にはレストラン、屋上には800の観客席が設置されている。2005年の地区優勝時には、WESTERN以降のMETAL SUPPLY CO.の文字の上にDIVISION CHAMPSと上書きし、WESTERN DIVISION CHAMPS（西地区王者）と読めるようにしていた。
ビーチ・エリア
内野から見てバックスクリーン右側に砂浜がある。子供たち専用のプレイ・スポット。
パーク・アット・ザ・パーク
左翼スタンド大型スクリーンの背後に小さな野球場が併設されており、子供たちはそこで野球ができる。ペトコ・パークと同じ芝と土が使用されている。
サンディエゴはクラフトビールの聖地と言われ、同スタジアムにも地元のブルワリーが出店している。

## 主要な出来事

### 野球
初のMLB公式戦
ペトコ・パーク初のMLB公式戦は2004年4月8日、サンフランシスコ・ジャイアンツを相手に行われた。パドレスの先発左腕デビッド・ウェルズがジャイアンツの1番打者レイ・ダーラムに初球を投じて試合が始まり、球場初安打は初回裏にパドレスのブライアン・ジャイルズが放った。試合はパドレスの1点リードで迎えた9回表、抑えのトレバー・ホフマンがダーラムに2点二塁打を浴び逆転されたものの、その裏にショーン・バローズの中前打でパドレスが同点に追いつき、延長戦に突入した。10回表にジャイアンツがマーキス・グリッソムの球場初本塁打で勝ち越したが、その裏パドレスはミゲル・オヘーダの二塁打とバローズの左前打で2点を奪い、新本拠地初試合を逆転サヨナラ勝利で飾った。
|                                | 1 | 2 | 3 | 4 | 5 | 6 | 7 | 8 | 9 | 10 | R | H  | E |
| ------------------------------ | - | - | - | - | - | - | - | - | - | -- | - | -- | - |
| サンフランシスコ・ジャイアンツ | 0 | 0 | 0 | 0 | 0 | 0 | 0 | 0 | 2 | 1  | 3 | 10 | 0 |
| サンディエゴ・パドレス         | 0 | 0 | 1 | 0 | 0 | 0 | 0 | 0 | 1 | 2x | 4 | 11 | 0 |

1. 勝利：エディ・オロペサ（1勝1敗）
2. 敗戦：マット・ハージェス（1敗2S）
3. 本塁打
SF：マーキス・グリッソム1号ソロ
4. 審判
［球審］マイク・ウィンタース
［塁審］一塁: デイナ・デムス、二塁: ブライアン・ランギー、三塁: カーウィン・ダンリー
5. 試合時間: 3時間30分  観客: 4万1400人
詳細: Baseball-Reference.com / FanGraphs

当球場で達成された主な記録
2006年9月23日、パドレスの抑え投手トレバー・ホフマンがピッツバーグ・パイレーツ戦で1点リードの9回表に登板、1イニングを三者凡退で締めてセーブを挙げた。これにより彼は通算セーブ数を478に伸ばし、リー・スミスが持つ歴代最多記録に並んだ。さらに翌24日のパイレーツ戦でも、同じく1点リードの9回表を三者凡退に抑えてセーブを挙げ、スミスを抜き新記録を達成した。
2007年8月4日、サンフランシスコ・ジャイアンツの外野手バリー・ボンズが2回表に本塁打を放った。これが自身通算755本目の本塁打で、ボンズはハンク・アーロンの持つ歴代最多記録に並んだ。ただ当時、ボンズはドーピング疑惑（バルコ・スキャンダル）の渦中にあったため、ペトコ・パークの観客は「参考記録」を意味するアスタリスク入りのボードを掲げたり、ボンズにブーイングを浴びせたりした。
2013年7月13日、ジャイアンツの先発投手ティム・リンスカムがパドレス打線を無安打に封じたまま148球で9イニングを投げ切り、球場史上初のノーヒッターを達成した。
MLBポストシーズン
この球場では、ポストシーズンが計22試合開催されている。2020年は新型コロナウイルス感染流行のため、ポストシーズンを中立地で行う措置を取ったため、アメリカンリーグのディビジョンシリーズ、チャンピオンシップシリーズが行われた。
| シーズン | シリーズ                   | シリーズ | 日付            | ビジターチーム（先攻）       | スコア | ホームチーム（後攻）     | 観客動員 |
| -------- | -------------------------- | -------- | --------------- | ---------------------------- | ------ | ------------------------ | -------- |
| 2005年   | ディビジョンシリーズ       | 第3戦    | 10月08日（土）  | セントルイス・カージナルス   | 7－4   | サンディエゴ・パドレス   | 45,093人 |
| 2006年   | ディビジョンシリーズ       | 第1戦    | 09月030日（火） | セントルイス・カージナルス   | 5－1   | サンディエゴ・パドレス   | 43,107人 |
| 2006年   | ディビジョンシリーズ       | 第2戦    | 10月05日（木）  | セントルイス・カージナルス   | 2－0   | サンディエゴ・パドレス   | 43,463人 |
| 2020年   | ワイルドカードシリーズ     | 第1戦    | 09月030日（水） | セントルイス・カージナルス   | 7－4   | サンディエゴ・パドレス   | 無観客   |
| 2020年   | ワイルドカードシリーズ     | 第2戦    | 10月01日（木）  | セントルイス・カージナルス   | 9－11  | サンディエゴ・パドレス   | 無観客   |
| 2020年   | ワイルドカードシリーズ     | 第3戦    | 10月02日（金）  | セントルイス・カージナルス   | 0－4   | サンディエゴ・パドレス   | 無観客   |
| 2020年   | ディビジョンシリーズ       | 第1戦    | 10月05日（月）  | ニューヨーク・ヤンキース     | 9－3   | タンパベイ・レイズ       | 無観客   |
| 2020年   | ディビジョンシリーズ       | 第2戦    | 10月06日（火）  | ニューヨーク・ヤンキース     | 5－7   | タンパベイ・レイズ       | 無観客   |
| 2020年   | ディビジョンシリーズ       | 第3戦    | 10月07日（水）  | タンパベイ・レイズ           | 8－4   | ニューヨーク・ヤンキース | 無観客   |
| 2020年   | ディビジョンシリーズ       | 第4戦    | 10月08日（木）  | タンパベイ・レイズ           | 1－5   | ニューヨーク・ヤンキース | 無観客   |
| 2020年   | ディビジョンシリーズ       | 第5戦    | 10月09日（金）  | ニューヨーク・ヤンキース     | 1－2   | タンパベイ・レイズ       | 無観客   |
| 2020年   | チャンピオンシップシリーズ | 第1戦    | 10月011日（日） | ヒューストン・アストロズ     | 1－2   | タンパベイ・レイズ       | 無観客   |
| 2020年   | チャンピオンシップシリーズ | 第2戦    | 10月012日（月） | ヒューストン・アストロズ     | 2－4   | タンパベイ・レイズ       | 無観客   |
| 2020年   | チャンピオンシップシリーズ | 第3戦    | 10月013日（火） | タンパベイ・レイズ           | 5－2   | ヒューストン・アストロズ | 無観客   |
| 2020年   | チャンピオンシップシリーズ | 第4戦    | 10月014日（水） | タンパベイ・レイズ           | 3－4   | ヒューストン・アストロズ | 無観客   |
| 2020年   | チャンピオンシップシリーズ | 第5戦    | 10月015日（木） | タンパベイ・レイズ           | 3－4   | ヒューストン・アストロズ | 無観客   |
| 2020年   | チャンピオンシップシリーズ | 第5戦    | 10月016日（金） | ヒューストン・アストロズ     | 7－4   | タンパベイ・レイズ       | 無観客   |
| 2020年   | チャンピオンシップシリーズ | 第7戦    | 10月017日（土） | ヒューストン・アストロズ     | 2－4   | タンパベイ・レイズ       | 無観客   |
| 2022年   | ディビジョンシリーズ       | 第3戦    | 10月014日       | ロサンゼルス・ドジャース     | 1-2    | サンディエゴ・パドレス   |          |
| 2022年   | ディビジョンシリーズ       | 第4戦    | 10月015日       | ロサンゼルス・ドジャース     | 3-5    | サンディエゴ・パドレス   |          |
| 2022年   | チャンピオンシップシリーズ | 第1戦    | 10月018日       | フィラデルフィア・フィリーズ | 2-0    | サンディエゴ・パドレス   |          |
| 2022年   | チャンピオンシップシリーズ | 第2戦    | 10月019日       | フィラデルフィア・フィリーズ | 5-8    | サンディエゴ・パドレス   |          |

MLBオールスターゲーム
2016年7月12日、MLBオールスターゲームが当球場で開催され、アメリカンリーグがナショナルリーグを4－2で下した。当球場はナショナルリーグに所属するパドレスの本拠地球場であるため、本来ならばこの試合ではナショナルリーグがホームチームとなるはずだが、実際にはアメリカンリーグがホームチームとなった。これは、どちらのリーグがホームチームとなるかは1年ごとに入れ替わることになっており、前年のオールスターゲームでもナショナルリーグがホームチームだったためである。
|                  | 1 | 2 | 3 | 4 | 5 | 6 | 7 | 8 | 9 | R | H  | E |
| ---------------- | - | - | - | - | - | - | - | - | - | - | -- | - |
| ナショナルリーグ | 1 | 0 | 0 | 1 | 0 | 0 | 0 | 0 | 0 | 2 | 10 | 1 |
| アメリカンリーグ | 0 | 3 | 1 | 0 | 0 | 0 | 0 | 0 | X | 4 | 8  | 1 |

1. 勝利：コーリー・クルーバー
2. セーブ：ザック・ブリットン
3. 敗戦：ジョニー・クエト
4. 本塁打
NL：クリス・ブライアント1号ソロ
AL：エリック・ホズマー1号ソロ、サルバドール・ペレス1号2ラン
5. 審判
［球審］マイク・ウィンタース
［塁審］一塁: カーウィン・ダンリー、二塁: マーティ・フォスター、三塁: ビル・ウェルキー
［外審］左翼: エイドリアン・ジョンソン、右翼: ダン・ベリーノ
6. 試合時間: 3時間5分  観客: 4万2386人  気温: 72°F（22.2°C）
詳細: MLB.com Gameday / Baseball-Reference.com

ワールド・ベースボール・クラシック
国際大会のワールド・ベースボール・クラシックでは、2006年・第1回大会の決勝トーナメント、2009年・第2回大会と2017年・第4回大会の2次ラウンドが開催された。第1回大会では、日本がキューバとの決勝戦に10－6で勝利し、大会の初代王者になった。
| 大会             | ラウンド            | ラウンド            | 日付           | 先攻           | スコア | 後攻           | 観客動員 |
| ---------------- | ------------------- | ------------------- | -------------- | -------------- | ------ | -------------- | -------- |
| 2006年 （第1回） | 決勝トーナメント    | 準決勝              | 03月18日（土） | キューバ       | 3－1   | ドミニカ共和国 | 41,268人 |
| 2006年 （第1回） | 決勝トーナメント    | 準決勝              | 03月18日（土） | 日本           | 6－0   | 韓国           | 42,639人 |
| 2006年 （第1回） | 決勝トーナメント    | 決勝                | 03月20日（月） | 日本           | 10－6  | キューバ       | 42,696人 |
| 2009年 （第2回） | 2次ラウンド プール1 | 2次ラウンド プール1 | 03月15日（日） | 日本           | 6－0   | キューバ       | 20,179人 |
| 2009年 （第2回） | 2次ラウンド プール1 | 2次ラウンド プール1 | 03月15日（日） | メキシコ       | 2－8   | 韓国           | 22,337人 |
| 2009年 （第2回） | 2次ラウンド プール1 | 2次ラウンド プール1 | 03月16日（月） | キューバ       | 7－4   | メキシコ       | 09,329人 |
| 2009年 （第2回） | 2次ラウンド プール1 | 2次ラウンド プール1 | 03月17日（火） | 日本           | 1－4   | 韓国           | 15,332人 |
| 2009年 （第2回） | 2次ラウンド プール1 | 2次ラウンド プール1 | 03月18日（水） | 日本           | 5－0   | キューバ       | 09,774人 |
| 2009年 （第2回） | 2次ラウンド プール1 | 2次ラウンド プール1 | 03月19日（木） | 日本           | 6－2   | 韓国           | 14,832人 |
| 2017年 （第4回） | 2次ラウンド プールF | 2次ラウンド プールF | 03月14日（火） | ドミニカ共和国 | 1－3   | プエルトリコ   | 16,637人 |
| 2017年 （第4回） | 2次ラウンド プールF | 2次ラウンド プールF | 03月15日（水） | ベネズエラ     | 2－4   | アメリカ合衆国 | 16,635人 |
| 2017年 （第4回） | 2次ラウンド プールF | 2次ラウンド プールF | 03月16日（木） | ベネズエラ     | 0－3   | ドミニカ共和国 | 16,390人 |
| 2017年 （第4回） | 2次ラウンド プールF | 2次ラウンド プールF | 03月17日（金） | アメリカ合衆国 | 5－6   | プエルトリコ   | 32,463人 |
| 2017年 （第4回） | 2次ラウンド プールF | 2次ラウンド プールF | 03月18日（土） | プエルトリコ   | 13－2  | ベネズエラ     | 20,778人 |
| 2017年 （第4回） | 2次ラウンド プールF | 2次ラウンド プールF | 03月18日（土） | アメリカ合衆国 | 6－3   | ドミニカ共和国 | 43,002人 |

軟式野球
2019年12月7日、日本の軟式野球クラブチームの全国大会であるMLBドリームカップの決勝戦が行われた。試合は北信越地区代表の小千谷名球会が中国地区代表のSouth Beansを4-3で下して優勝した。

### 野球以外のイベント
7人制ラグビー

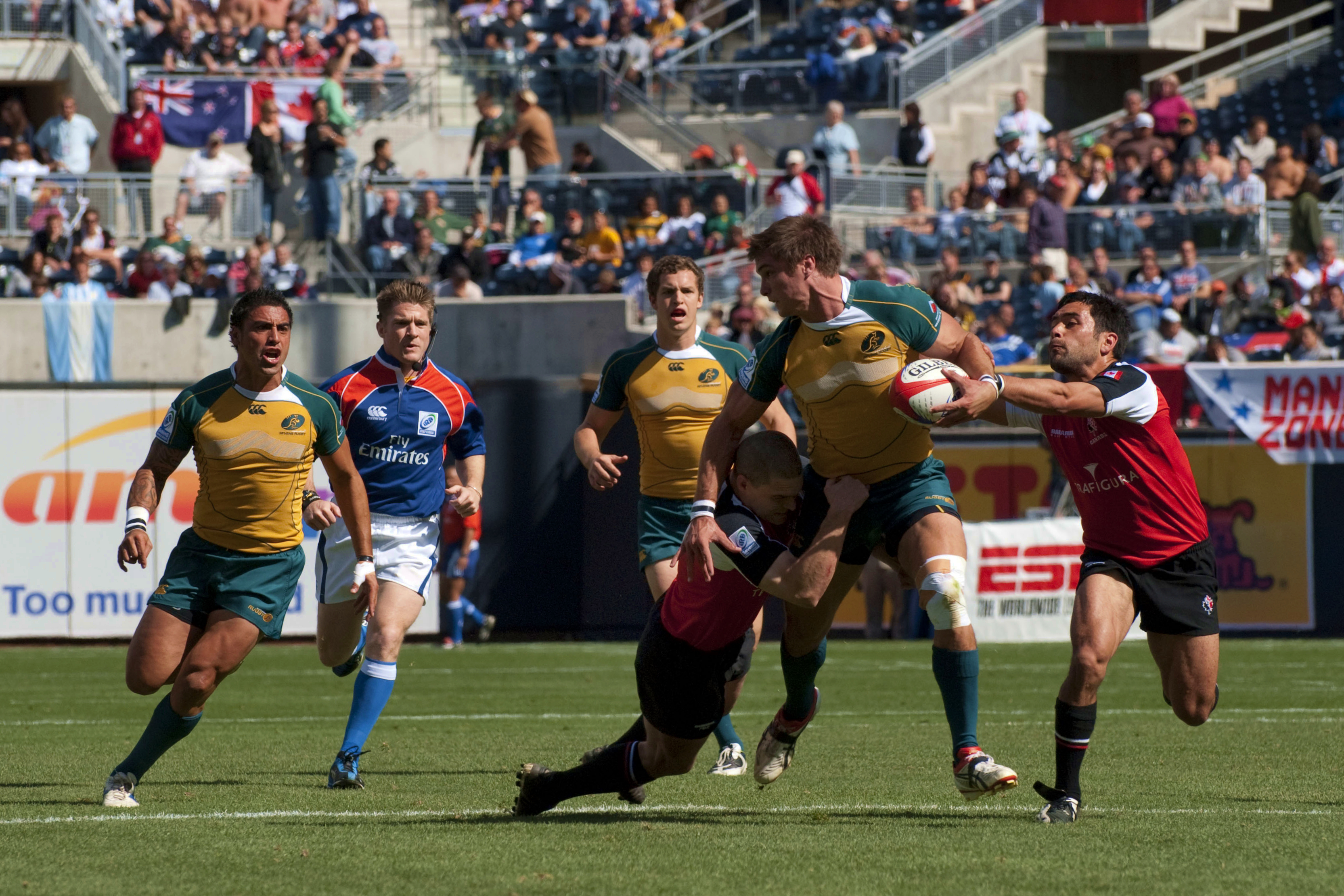
2009年2月のUSAセブンズにおけるオーストラリア代表とカナダ代表の試合

7人制ラグビーのナショナルチームによる年間シリーズ戦 "IRBセブンズワールドシリーズ" のアメリカ合衆国大会（USAセブンズ）が、2007年から2009年の3年間、毎年2月に当球場で開催されていた。USAセブンズは2004年に始まり、最初の3年間はカリフォルニア州カーソンのホーム・デポ・センターで行われていたが、2007年から開催地をペトコ・パークに移した。観客動員は、ペトコ・パーク初年度の2007年大会は約30,000人で、続く2年間は約35,000人に伸びた。また、大会はサンディエゴ市に約1,400万ドルの税収をもたらし、その期間におけるペトコ・パークでの特別行事による税収の半分以上を占めた。
こうしたなか、同州サンフランシスコやアリゾナ州フェニックス、フロリダ州オーランドなどの他都市も大会の誘致に向けて動いた。2009年大会前には主催者側がペトコ・パークでの継続開催希望を表明していたものの、交渉は不調に終わった。そのため2010年から、大会開催地がネバダ州ラスベガスのサム・ボイド・スタジアムへ移った。
テニス
男子テニスの国別対抗トーナメント "デビスカップ" の2014年大会1回戦が当球場で開催され、1月31日から2月2日の3日間にかけて地元アメリカ合衆国代表とイギリス代表が対戦した。デビスカップでは開催国がコートのサーフェスを選択することができ、アメリカ合衆国代表はクレー（赤土）コートを採用することにした。これは、同チームでダブルスに出場予定のブライアン兄弟がクレーコートを得意とし、逆にイギリス代表はアンディ・マリーを筆頭にクレーコートを苦手としているためである。マリーはこの大会まで、ATPワールドツアーにおけるクレーコートでの通算成績が52勝33敗であった。
コートは外野の左翼部分に作られ、コートの4辺を取り囲む客席のうち1辺は左翼スタンドをそのまま利用し、その他の3辺には仮設スタンドが設置された。フィールドの芝生を保護するためにプラスチック板や布膜の層が敷かれ、その上で砕いた石灰岩250トンが平らに均されて、最後にイタリアから輸入されたクレイが1+1/4インチ（約3.2センチ）の厚さに敷き詰められてコートが完成した。マリーはパドレスのユニフォームを着用しバットを持って、メディア向けの写真撮影に臨んだ。
試合ではマリーが苦手のクレーコートでシングルス2勝を挙げ、イギリス代表がアメリカ合衆国代表を3－1で下して準々決勝へ駒を進めた。アメリカ合衆国代表は、エースのジョン・イスナーが1月の全豪オープンで足を痛めてデビスカップ欠場に追い込まれていた。そのためドナルド・ヤングがイスナーの代役としてマリーと対戦したが、ヤングはATPワールドツアーにおけるクレーコートでの通算成績が1勝11敗で、デビスカップ初日もマリーにストレート負けを喫した。アメリカ合衆国代表は2日目のダブルスでブライアン兄弟が勝って一矢を報いたものの、最終日のシングルスでサム・クエリーがマリーに敗れて1回戦敗退が決まった。